# Athrips thymifoliella
Athrips thymifoliella is een vlinder uit de familie tastermotten (Gelechiidae). De wetenschappelijke naam is voor het eerst geldig gepubliceerd in 1893 door Constant.
De soort komt voor in Europa.